# Список императриц Священной Римской империи

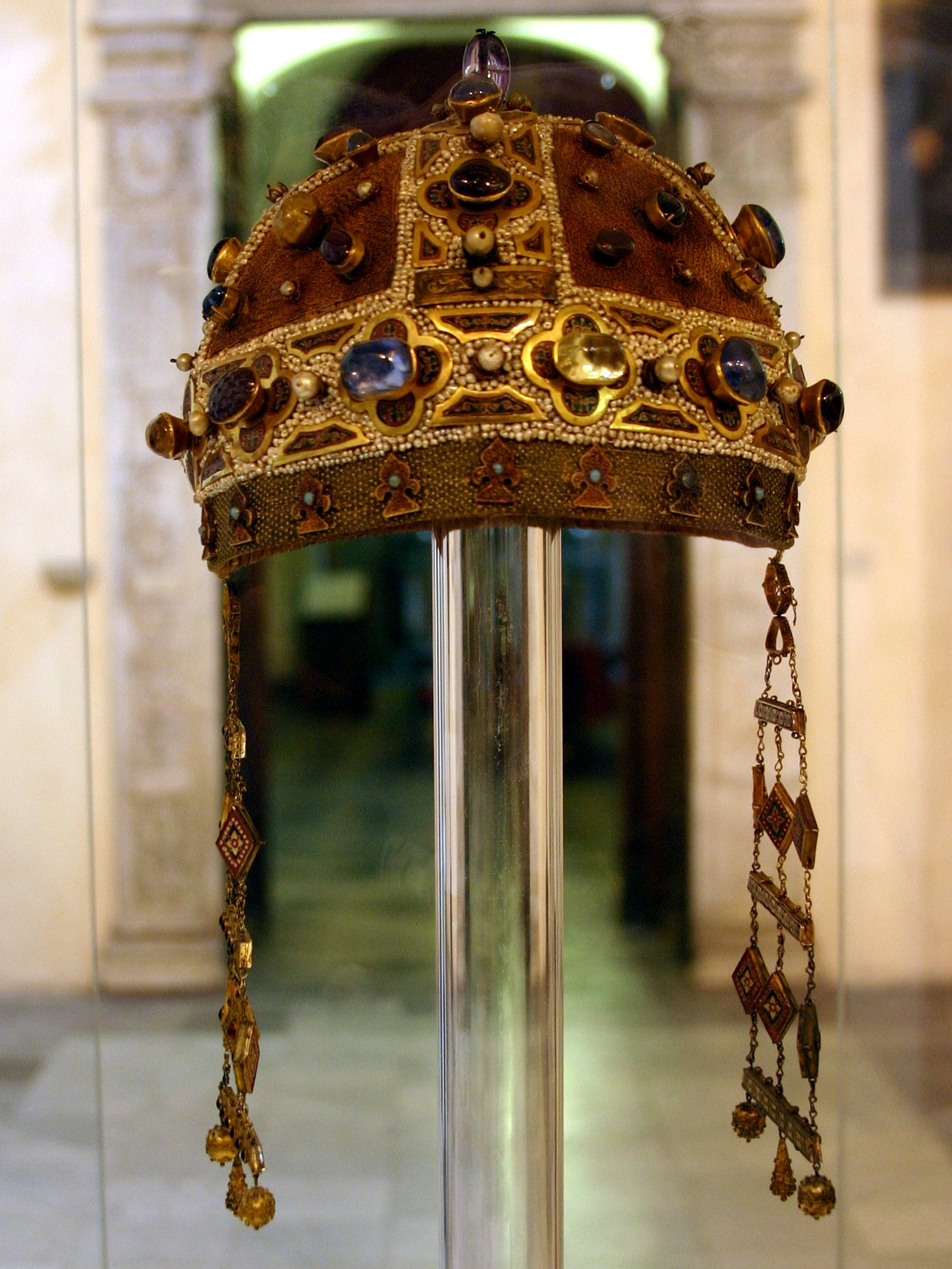
Корона Констанции Арагонской, императрицы Священной Римской империи и королевы Венгрии.

Императрица Священной Римской — титул супруги или регента императора Священной Римской империи. Императором Священной Римской империи мог стать только мужчина, поэтому царствующей императрицы Священной Римской империи никогда не существовало, хотя такие женщины, как Феофано и Мария Терезия Австрийская держали власть в своих руках и де-факто являлись царствующими императрицами.

## Оттоны
| Изображение | Имя                      | Отец                                   | Дата рождения | Брак          | Стала королевой | Стала императрицей                                                                                                | Перестала быть консортом  | Смерть         | Супруг    |
| ----------- | ------------------------ | -------------------------------------- | ------------- | ------------- | --------------- | --- | ------------------------- | -------------- | --------- |
|             | Адельгейда Бургундская   | Рудольф II, король Бургундии (Вельфы)  | 931           | 951           | 951             | 2 февраля 962 (коронация) Регент своего внука Оттона III до его совершеннолетия.                                  | 7 мая 973                 | 16 декабря 999 | Оттон I   |
|             | Феофано Византийская     | Константин Склир (Склиры)              | 960           | 14 апреля 972 | 14 апреля 972   | 14 апреля 972 муж как соимператор со своим отцом/ 7 мая 973 муж как единоличный император Коронация 14 апреля 972 | 7 декабря 983 смерть мужа | 15 июня 991    | Оттон II  |
|             | Кунигунда Люксембургская | Зигфрид, граф Люксембурга (Вигерихиды) | ок. 975       | 999           | 17 июня 1002    | 26 апреля 1014 | 13 июля 1024              | 3 марта 1033   | Генрих II |

## Салическая династия
| Изображение | Имя                    | Отец                                            | Дата рождения    | Брак            | Стала королевой | Стала императрицей | Перестала быть консортом                 | Смерть           | Супруг     |
| ----------- | ---------------------- | ----------------------------------------------- | ---------------- | --------------- | --------------- | ------------------ | ---------------------------------------- | ---------------- | ---------- |
|             | Гизела Швабская        | Герман II, герцог Швабии (Конрадины)            | 11 ноября 995    | 1016            | 8 сентября 1024 | 26 марта 1027      | 4 июня 1039 смерть мужа                  | 14 февраля 1043  | Конрад II  |
|             | Агнеса де Пуатье       | Гильом V, герцог Аквитании (Рамнульфиды)        | 1025             | 21 ноября 1043  | 21 ноября 1043  | 25 декабря 1046    | 5 октября 1056                           | 14 декабря 1077  | Генрих III |
|             | Берта Савойская        | Оттон I, граф Савойи (Савойский дом)            | 21 сентября 1051 | 13 июля 1066    | 13 июля 1066    | 21 марта 1084      | 27 декабря 1087                          | 27 декабря 1087  | Генрих IV  |
|             | Евпраксия Всеволодовна | Всеволод Ярославич, князь киевский (Рюриковичи) | 1071             | 14 августа 1089 | 14 августа 1089 | 14 августа 1089    | 31 декабря 1105 смещение мужа с престола | 20 июля 1109     | Генрих IV  |
|             | Матильда Английская    | Генрих I, король Англии (Норманны)              | 7 февраля 1101   | 7 января 1114   | 7 января 1114   | 7 января 1114      | 23 мая 1125                              | 10 сентября 1167 | Генрих V   |

## Супплинбурги
| Изображение | Имя                  | Отец                                       | Дата рождения | Брак     | Стала королевой | Стала императрицей | Перестала быть консортом | Смерть       | Супруг    |
| ----------- | -------------------- | ------------------------------------------ | ------------- | -------- | --------------- | ------------------ | ------------------------ | ------------ | --------- |
|             | Рихенза Нортхеймская | Генрих Толстый, граф Нортхейма (Нортхеймы) | ок. 1087/89   | ок. 1100 | 30 августа 1125 | 4 июня 1133        | 4 декабря 1137           | 10 июня 1141 | Лотарь II |

## Гогенштауфены
| Изображение | Имя                    | Отец                                 | Дата рождения | Брак           | Стала королевой | Стала императрицей | Перестала быть консортом | Смерть         | Супруг    |
| ----------- | ---------------------- | ------------------------------------ | ------------- | -------------- | --------------- | ------------------ | ------------------------ | -------------- | --------- |
|             | Беатриса Бургундская   | Рено III, граф Бургундии (Анскариды) | 1143          | 9 июня 1156    | 9 июня 1156     | 9 июня 1156        | 15 ноября 1184           | 15 ноября 1184 | Фридрих I |
|             | Констанция Сицилийская | Рожер II, король Сицилии (Отвили)    | 1154          | 27 января 1186 | 27 января 1186  | 14 апреля 1191     | 28 сентября 1197         | 27 ноября 1198 | Генрих VI |

## Вельфы
| Изображение | Имя               | Отец                                    | Дата рождения | Брак              | Стала королевой   | Стала императрицей | Перестала быть консортом             | Смерть   | Супруг   |
| ----------- | ----------------- | --------------------------------------- | ------------- | ----------------- | ----------------- | ------------------ | ------------------------------------ | -------- | -------- |
|             | Беатриса Швабская | Филипп, король Германии (Гогенштауфены) | 1198          | 1209 или 1212     | 1209 или 1212     | 1209 или 1212      | 1212                                 | 1212     | Оттон IV |
|             | Мария Брабантская | Генрих I, герцог Брабанта (Регинариды)  | ок. 1190      | после 19 мая 1214 | после 19 мая 1214 | после 19 мая 1214  | 5 июля 1215 смещение мужа с престола | май 1260 | Оттон IV |

## Гогенштауфены
| Изображение | Имя                   | Отец                                           | Дата рождения | Брак            | Стала королевой                                                             | Стала императрицей | Перестала быть консортом                                          | Смерть                                             | Супруг     |
| ----------- | --------------------- | ---------------------------------------------- | ------------- | --------------- | --------------------------------------------------------------------------- | ------------------ | ----------------------------------------------------------------- | -------------------------------------------------- | ---------- |
|             | Констанция Арагонская | Альфонсо II, король Арагона (Барселонский дом) | 1179          | 5 августа 1209  | 1211—1212 муж как король оппозиции/ 5 июля 1215 муж как единственный король | 22 ноября 1220     | 23 апреля 1220 Перестала быть королевой: избрание сына королём    | 23 июня 1222 Перестала быть императрицей: смерть   | Фридрих II |
|             | Иоланта Иерусалимская | Иоанн де Бриенн, король Иерусалима (Бриенны)   | 1212          | 9 ноября 1225   | никогда не была королевой Германии                                          | 9 ноября 1225      | 25 апреля 1228                                                    | 25 апреля 1228                                     | Фридрих II |
|             | Изабелла Английская   | Иоанн, король Англии (Плантагенеты)            | 1214          | 15/20 июля 1235 | 15/20 июля 1235                                                             | 15/20 июля 1235    | май 1237 Перестала быть королевой: второй сын мужа избран королём | 1 декабря 1241 Перестала быть императрицей: смерть | Фридрих II |

## Виттельсбахи
| Изображение | Имя                            | Отец                              | Дата рождения | Брак            | Стала королевой | Стала императрицей | Перестала быть консортом | Смерть       | Супруг     |
| ----------- | ------------------------------ | --------------------------------- | ------------- | --------------- | --------------- | ------------------ | ------------------------ | ------------ | ---------- |
|             | Маргарита I, графиня Голландии | Вильгельм, граф Голландии (Авены) | 1311          | 26 февраля 1324 | 26 февраля 1324 | январь 1328        | 11 октября 1347          | 23 июня 1356 | Людовик IV |

## Люксембурги
| Изображение | Имя                   | Отец                                        | Дата рождения     | Брак        | Стала королевой            | Стала императрицей           | Перестала быть консортом   | Смерть          | Супруг    |
| ----------- | --------------------- | ------------------------------------------- | ----------------- | ----------- | -------------------------- | ---------------------------- | -------------------------- | --------------- | --------- |
|             | Анна Свидницкая       | Генрих II, Князь Свидницы (Силезские Пясты) | ок. 1339          | 27 мая 1353 | 27 мая 1353                | 5 апреля 1355 коронация мужа | 11 июля 1362               | 11 июля 1362    | Карл IV   |
|             | Елизавета Померанская | Богуслав V, князь Померании (Грифичи)       | 1347              | 21 мая 1363 | 21 мая 1363                | 1 ноября 1368 коронация      | 29 ноября 1378 смерть мужа | 14 февраля 1393 | Карл IV   |
|             | Барбара Цилли         | Герман II, граф Целе (Циллеи)               | между 1390 и 1395 | 1408        | 21 июля 1411 избрание мужа | 31 мая 1433 коронация мужа   | 9 декабря 1437 смерть мужа | 11 июля 1451    | Сигизмунд |

## Габсбурги
| Изображение | Имя                                              | Отец                                                      | Дата рождения                  | Брак             | Стала королевой               | Стала императрицей                                  | Перестала быть консортом    | Смерть          | Супруг         |
| ----------- | ------------------------------------------------ | --------------------------------------------------------- | ------------------------------ | ---------------- | ----------------------------- | --------------------------------------------------- | --------------------------- | --------------- | -------------- |
|             | Элеонора Елена Португальская                     | Дуарте I, король Португалии (Ависский дом)                | 18 сентября 1434               | 16 марта 1452    | 16 марта 1452                 | 19 марта 1452 коронация мужа                        | 3 сентября 1467             | 3 сентября 1467 | Фридрих III    |
|             | Бьянка Мария Миланская                           | Галеаццо Мария Сфорца, герцог Милана (Сфорца)             | 5 апреля 1472                  | 16 марта 1494    | 16 марта 1494                 | 4 февраля 1508 муж объявлен «избранным императором» | 31 декабря 1510             | 31 декабря 1510 | Максимилиан I  |
|             | Изабелла Португальская                           | Мануэл I, король Португалии (Ависский дом)                | 23 октября 1503                | 10 марта 1526    | 10 марта 1526                 | 24 февраля 1530 коронация мужа                      | 1 мая 1539                  | 1 мая 1539      | Карл V         |
|             | Мария Испанская                                  | Карл V, император Священной Римской империи (Габсбурги)   | 21 июня 1528                   | 13 сентября 1548 | ноябрь 1562 избрание мужа     | 25 июля 1564 вступление мужа на престол             | 12 октября 1576 смерть мужа | 26 февраля 1603 | Максимилиан II |
|             | Анна Тирольская                                  | Фердинанд II, эрцгерцог Австрии (Габсбурги)               | 4 октября 1585                 | 4 декабря 1611   | 13 июня 1612 избрание мужа    | 13 июня 1612 избрание мужа                          | 14 декабря 1618             | 14 декабря 1618 | Матвей         |
|             | Элеонора Мантуанская                             | Винченцо I, герцог Мантуи (Гонзага)                       | 23 сентября (23 февраля?) 1598 | 4 февраля 1622   | 4 февраля 1622                | 4 февраля 1622                                      | 15 февраля 1637 смерть мужа | 27 июня 1655    | Фердинанд II   |
|             | Мария Анна Испанская                             | Филипп III, король Испании (Габсбурги)                    | 18 августа 1606                | 20 февраля 1631  | 22 декабря 1636 избрание мужа | 15 февраля 1637 восхождение мужа на престол         | 13 мая 1646                 | 13 мая 1646     | Фердинанд III  |
|             | Мария Леопольдина Австрийская                    | Леопольд V, эрцгерцог Австрии (Габсбурги)                 | 6 апреля 1632                  | 2 июля 1648      | 2 июля 1648                   | 2 июля 1648                                         | 7 августа 1649              | 7 августа 1649  | Фердинанд III  |
|             | Элеонора Мантуанская                             | Карл II, герцог Мантуи (Гонзага)                          | 18 ноября 1630                 | 30 апреля 1651   | 30 апреля 1651                | 30 апреля 1651                                      | 2 апреля 1657 смерть мужа   | 6 декабря 1686  | Фердинанд III  |
|             | Маргарита Тереза Испанская                       | Филипп IV, король Испании (Габсбурги)                     | 12 июля 1651                   | 12 декабря 1666  | 12 декабря 1666               | 12 декабря 1666                                     | 12 марта 1673               | 12 марта 1673   | Леопольд I     |
|             | Клавдия Фелицита Австрийская                     | Фердинанд Карл, эрцгерцог Австрии (Габсбурги)             | 30 мая 1653                    | 15 октября 1673  | 15 октября 1673               | 15 октября 1673                                     | 8 апреля 1676               | 8 апреля 1676   | Леопольд I     |
|             | Элеонора Нейбургская                             | Филипп Вильгельм, курфюрст Пфальца (Виттельсбахи)         | 6 января 1655                  | 14 декабря 1676  | 14 декабря 1676               | 14 декабря 1676                                     | 5 мая 1705 смерть мужа      | 19 января 1720  | Леопольд I     |
|             | Вильгельмина Брауншвейг-Люнебургская             | Иоганн Фридрих, князь Брауншвейг-Каленберга (Вельфы)      | 21 апреля 1673                 | 24 февраля 1699  | 24 февраля 1699               | 5 мая 1705 восхождение мужа на престол              | 17 апреля 1711 смерть мужа  | 10 апреля 1742  | Иосиф I        |
|             | Елизавета Кристина Брауншвейг-Вольфенбюттельская | Людвиг Рудольф, герцог Брауншвейг-Вольфенбюттеля (Вельфы) | 28 августа (28 сентября?) 1691 | 1 августа 1708   | декабрь 1711 избрание мужа    | декабрь 1711 избрание мужа                          | 20 октября 1740 смерть мужа | 21 декабря 1750 | Карл VI        |

## Виттельсбахи
| Изображение | Имя                      | Отец                                                     | Дата рождения   | Брак           | Стала королевой              | Стала императрицей           | Перестала быть консортом   | Смерть          | Супруг   |
| ----------- | ------------------------ | -------------------------------------------------------- | --------------- | -------------- | ---------------------------- | ---------------------------- | -------------------------- | --------------- | -------- |
|             | Мария Амалия Австрийская | Иосиф I, император Священной Римской империи (Габсбурги) | 22 октября 1701 | 5 октября 1722 | 24 января 1742 избрание мужа | 24 января 1742 избрание мужа | 20 января 1745 смерть мужа | 11 декабря 1756 | Карл VII |

## Габсбурги-Лотарингские
| Изображение | Имя                                | Отец                                                         | Дата рождения  | Брак            | Стала королевой                | Стала императрицей                         | Перестала быть консортом      | Смерть         | Супруг      |
| ----------- | ---------------------------------- | ------------------------------------------------------------ | -------------- | --------------- | ------------------------------ | ------------------------------------------ | ----------------------------- | -------------- | ----------- |
|             | Мария Терезия Австрийская          | Карл VI, император Священной Римской империи (Габсбурги)     | 13 мая 1717    | 12 февраля 1736 | 13 сентября 1745 избрание мужа | 13 сентября 1745 избрание мужа             | 18 августа 1765 смерть мужа   | 29 ноября 1780 | Франц I     |
|             | Мария Йозефа Баварская             | Карл VII, император Священной Римской империи (Виттельсбахи) | 30 марта 1739  | 23 января 1765  | 23 января 1765                 | 18 августа 1765 вступление мужа на престол | 28 мая 1767                   | 28 мая 1767    | Иосиф II    |
|             | Мария-Луиза Испанская              | Карл III, король Испании (Бурбоны)                           | 24 ноября 1745 | 5 августа 1765  | 30 сентября 1790 избрание мужа | 30 сентября 1790 избрание мужа             | 1 марта 1792 смерть мужа      | 15 мая 1792    | Леопольд II |
|             | Мария Тереза Бурбон-Неаполитанская | Фердинанд I, король Обеих Сицилий (Бурбоны)                  | 6 июня 1772    | 15 августа 1790 | 5 июля 1792 избрание мужа      | 5 июля 1792 избрание мужа                  | 6 августа 1806 отречение мужа | 13 апреля 1807 | Франц II    |